# Abdullah Al Rakib
Abdullah Al Rakib (* 2. prosince 1980) je bangladéšský šachový velmistr. V roce 2013 se stal vítězem Bangladéšského šachového šampionátu.
V září 2007 se stal čtvrtým bangladéšským šachovým velmistrem. Jeho nejlepšími výsledky jsou: 1. místo v Dháce (2004, 2005) a další. Reprezentoval Bangladéš na celkem sedmi šachových olympiádách.